# Kolonia Wysoki Małe
Kolonia Wysoki Małe – wieś sołecka w Polsce położona w województwie świętokrzyskim, w powiecie staszowskim, w gminie Bogoria.
W latach 1975–1998 miejscowość administracyjnie należała do województwa tarnobrzeskiego.
Wieś położona jest w promieniu 3 km na południe od wsi Wysoki Małe, Wysoki Duże, Wysoki Średnie i Mała Wieś - wsi opisanych w XIX wieku jako Wysoczki Duże, Małe, Średnie (→ patrz Kolonia Wysoki Małe, [w:] Słownik geograficzny Królestwa Polskiego, t. XIV: Worowo – Żyżyn, Warszawa 1895, s. 122.), odróżniane już w XV wieku jako prima, secunda, tertia i quarta alias Mała Wieś.

## Dawne części miasta – obiekty fizjograficzne
W latach 70. XX wieku przyporządkowano i opracowano spis lokalnych części integralnych dla Wysok-Kolonii zawarty w tabeli 1.

| Nazwa wsi – miasta | Nazwy części wsi – miasta | Nazwy obiektów fizjograficznych – charakter obiektu                                                      |
| ------------------ | ------------------------- | --- |
| I. Gromada BOGORIA |                           | |
| 1. Wysoki-Kolonia  | —                         | 1. Pastwiska — pole 2. Pod Wiatrakiem — pole 3. Podgórze — pole 4. Podogrodzie — pole 5. Saradela — pole |

## Literatura
1. Kaczmarek Leon (red. nauk. zeszytu), Taszycki Witold (red. nauk. wyd.): Urzędowe Nazwy miejscowości i obiektów fizjograficznych. 33. Powiat staszowski województwo kieleckie. Komisja ustalania nazw miejscowości i obiektów fizjograficznych (do użytku służbowego). Z: 33. Warszawa: Urząd Rady Ministrów. Biuro do Spraw Prezydiów Rad Narodowych, 1970. Brak numerów stron w książce
2. Wysoczki, [w:] Słownik geograficzny Królestwa Polskiego, t. XIV: Worowo – Żyżyn, Warszawa 1895, s. 122.